# 矮扁莎
矮扁莎（学名：Cyperus pumilus），为莎草科莎草属下的一个植物种。其种加词“pumilus”意为“矮小的”。